# Tania Achot-Haroutounian
Tania Achot-Haroutounian (Teerão, 3 de Janeiro de 1937 - Lisboa, 6 de Janeiro de 2022) mais conhecida por Tania Achot, foi uma pianista e pedagoga nascida no Irão. Reconhecida internacionalmente com múltiplos prémios, foi em Portugal que desenvolveu uma boa parte da sua atividade, tendo tido uma influência notável no desenvolvimento da formação musical especializada no país.

## Biografia
Filha de pai arménio e mãe russa, nasceu em Teerão em 1937 e foi criada, sobretudo pelos seus avós. A sua família emigrara para a cidade persa no final da Década de 1920, no rescaldo da Revolução Russa. Pelas suas ligações culturais e afectivas, considerava-se russa. Iniciou os estudos de piano com apenas 8 anos. Com 14 anos, foi com a sua mãe para Paris de modo a desenvolver a sua formação musical, tendo estudado no Conservatório de Paris. Casou-se com o pianista português Sequeira Costa, acabando por radicar-se em Portugal na década de 1960. Teve duas filhas.

## Percurso
Em 1955, participou na quinta edição do Concurso Internacional de Piano Frédéric Chopin. Nessa ocasião, toma contacto com a escola de piano russa, apaixona-se e pede o visto para Moscovo, que só chegará dois anos depois. Na Rússia, teve formação com Lev Oborine no Conservatório Tchaikovsky. Foi acolhida por Vladimir Ashkenazy (e a sua família), que conhecera em Varsóvia.
Em 1956, alcançou uma menção honrosa na ARD International Music Competition em Munique, na Alemanha. Em 1958, competiu na Music Performance Competition em Genebra, onde chegou às meias-finais e, no ano seguinte, classificou-se em sexto lugar na Marguerite Long-Thibaud Competition, em Paris.
Em 1960, regressou a Varsóvia, onde alcançou o terceiro lugar da sexta edição do Concurso Internacional de Piano Frédéric Chopin, o que seria o ponto alto da sua carreira internacional.
Já em Portugal, criticou fortemente o ensino que se praticava no Conservatório Nacional, tornando-se professora na Escola Superior de Música de Lisboa e deu também aulas particulares.
Destacou-se na interpretação de obras do movimento romântico, nomeadamente de compositores como Rachmaninoff, Shostakovitch e Prokofiev. Na sequência da sua participação no concurso de piano polaco, gravou várias obras de  Chopin, para a Deutsche Grammophon.
Trabalhou em colaboração com Sequeira Costa durante vários anos, tanto na interpretação como no ensino.
Tocou em nome próprio em inúmeras salas e recitais um pouco por todo o mundo. Em Portugal, passou pelo Grande Auditório da Fundação Calouste Gulbenkian, pela Festa da Música no CCB, pela Casa da Música no Porto, entre muitas outras salas.

## Legado
O pianista português Nuno Vieira de Almeida considera que Achot foi "uma das pessoas que mais contribuiu para a renovação do ensino do piano em Portugal nos anos 80 e 90", já que foi ela a responsável por trazer para o sistema português uma série de obras de piano que não eram leccionadas até então.
Além de Vieira de Almeida, Achot foi professora de vários pianistas portugueses de relevo, tais como Paulo Oliveira, António Toscano, Paulo Santiago, Joana Gama, Carla Seixas, entre muitos outros.
Em 2007, foi homenageada em concerto, pela Orquestra Sinfónica Juvenil, no Teatro Nacional de São Carlos.

## Ligações Externas
- Arquivos RTP | Tania Achot entrevistada por Ana Sousa Dias no programa Por Outro Lado (2002)
- Arquivos RTP | Tania Achot entrevistada por João Lobo Antunes no programa Encontros (1985)
- Tania Achot toca Schumann "Aufschwung" from Fantasiestücke, op.12
- Chopin Institute | Toca Etude in F major, Op. 10 No. 8 (1960)